# Lavorovice
Lavórovice je název pro domácí destilát – pálenku vyrobenou specifickým postupem za použití lavoru. Často se vyznačuje nízkou kvalitou.

## Princip
Základem destilačního přístroje je velký a vysoký plechový hrnec nebo nádoba a přiměřeně velký lavor, který nádobu těsně přikryje. Do nádoby se nalije kvas (mač) a do středu se umístí na trojnožku menší nádoba, např. plechový hrnek, tak aby byl nad zahřívaným kvasem. Nádoba se zakryje lavorem, případně se spoj utěsní hadrem. Do lavoru se nalije voda. Při destilace páry stoupají vzhůru, na vodou chlazeném lavoru kondenzují a kapky stékají po jeho vypuklých stěnách do středu, odkud kapou do hrnku na trojnožce. Doporučuje se dvojí nebo vícenásobná destilace. Tento postup byl používán např. na Valašsku, na Slovácku, postup a název je znám i na Slovensku a v Polsku. 